# Periclasa
La periclasa es la forma mineral del óxido de magnesio (MgO).
Fue descubierta por primera vez en 1840 por Arcangelo Scacchi en el monte Somma, cerca del Vesubio (Italia). Su nombre procede del griego περικλάω («rotura alrededor»), en alusión a su perfecta escisión cúbica.
Antiguamente se denominaba magnesia.

## Propiedades
La periclasa puede ser incolora, tener color amarillo parduzco, verde, blanco grisáceo o amarillo. Entre transparente y translúcida, presenta brillo vítreo. En la escala de Mohs tiene dureza 5,5 (algo inferior a la de la ortoclasa) y una densidad media de 3,78 g/cm³.
Cristaliza en el sistema cúbico, clase hexaoctaédrica.
Probablemente es dimorfo con una especie mineral de MgO ortorrómbica encontrada en inclusiones en diamantes de Brasil.
Es, además, miembro del grupo mineralógico que lleva su nombre (grupo de la periclasa) que también incluye a la wüstita (en donde el Fe2+ sustituye al Mg) y a la bunsenita (en donde el Ni sustituye al Mg).
Por otra parte, existen dos variedades de la periclasa: la ferropericlasa o magnesiowüstita (periclasa rica en hierro), y la lavernita (periclasa artificial).

## Morfología y formación

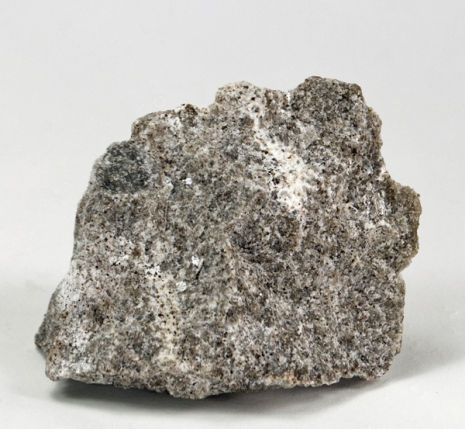
Periclasa procedente de la cantera de San Vito en Ercolano (Campania, Italia).

La periclasa generalmente se presenta con hábito granular, con cristales anhédricos (carecen de caras bien formadas) en una matriz. Cuando forma cristales bien definidos, estos son pequeños y con forma octáedrica o, menos frecuentemente, cubo-octaédrica o dodecaédrica.

La periclasa se forma normalmente en mármol como producto del metamorfismo de rocas sedimentarias dolomíticas. Se forma por alteración de la brucita bajo ciertas condiciones ambientales cerca de la superficie del terreno.

## Usos
La magnesia de la región de Magnesia en Tesalia contenía tanto óxido de magnesio como carbonato de magnesio hidratado, así como óxido de hierro (como la magnetita). Así las llamadas en la antigüedad «piedras de Magnesia», con sus propiedades magnéticas fueron las que dieron nombre al magnetismo. Trituradas son un polvo blanco, ligero, poco soluble en el agua, inodoro, con ligero sabor alcalino, usado en medicina como antiácido. También puede ser utilizado contra el estreñimiento.

## Yacimientos
La localidad tipo está en el monte Somma (Campania, Italia), donde la periclasa se encuentra en xenolitos alterados de caliza en el volcán. Otros depósitos de este mineral están en Mayen (Eifel, Alemania), Långban (Suecia) y en las islas de Skye y de Muck (Escocia).
En España existen yacimientos en la provincia de León.